# Espazo Ecosocialista Galego
Espazo Ecosocialista Galego (EcoSoGal; «Espacio Ecosocialista Gallego» en español), conocido también como Ecogaleguistas, fue un partido político español de ámbito gallego, que se constituyó el 26 de mayo de 2012 después de un proceso de confluencia de militantes de la izquierda gallega, procedentes en su mayoría de diversos movimientos sociales y BNG.[cita requerida] Ideológicamente se definía como ecosocialista. Su líder fue Xoán Hermida González, ex-coordinador del grupo de Esquerda de Galicia en el parlamento gallego.
Su origen esta en la Iniciativa Ben Común, que agrupó a gentes de la izquierda nacionalista gallega, movimiento inspirado en las demandas del 15-M.[cita requerida] Mantuvo relaciones con Iniciativa per Catalunya-Verds, Alternatiba, Iniciativa del Poble Valencia e Iniciativa Verds.
Entre mayo y septiembre de 2012 fue una de las formaciones fundadoras de Compromiso por Galicia (CxG), pero tras no llegar a un acuerdo de coalición CxG con Anova-Irmandade Nacionalista, Espazo Ecosocialista decidió abandonar CxG e integrarse en la coalición Alternativa Galega de Esquerda, creada por Anova, Esquerda Unida y Equo Galicia.
Posteriormente se integró dentro de la coalición En Marea formada por:  Anova, Podemos, Esquerda Unida, Equo Galicia (federación gallega de Equo) y Espazo Ecosocialista Galego, junto con diferentes alianzas y agrupaciones ciudadanas que obtuvieron éxito en las elecciones municipales de mayo de 2015 (Marea Atlántica, Compostela Aberta y Ferrol en Común, entre otras).
En noviembre de 2017 la V Asemblea Nacional acordó la disolución de Espazo Ecosocialista e instó a la participación en el partido instrumental En Marea.
- En 2017 se disolvió y un sector se integró en:
  - Compromiso por Galicia
- Y otro sector se integró en:
  - Verdes Equo Galicia